# Maranhão Atlético Clube
O Maranhão Atlético Clube, mais conhecido simplesmente como Maranhão ou pela sigla MAC, é um clube esportivo brasileiro da cidade de São Luís, capital do Maranhão.
O clube foi fundado em 1932 e tornou-se um dos clubes mais tradicionais do Futebol Maranhense. A sua sede social chama-se Parque Valério Monteiro e localiza-se no bairro da COHAMA. O clube possui 18 títulos do Campeonato Maranhense de Futebol, além de ter uma das maiores torcidas do estado. Seus maiores rivais são o Moto e o Sampaio. Em 2023, o Maranhão voltou a conquistar o Campeonato Maranhense após 10 anos, ao vencer o Moto nos pênaltis.  Em 2025, o Maranhão, levou seu 18º título em final realizada no Castelão contra o Imperatriz.

## História
Nos tempos ditosos da década de 30, quando São Luís vivia a efervescente fase do domínio comercial de portugueses,sírio e libaneses, e a influência muito forte no setor industrial têxtil, dos ingleses, e outras nacionalidades europeias, empolgando o empresariado local, um acontecimento importante sacudiu a cidade, e pela primeira vez mostrou à sociedade então reticente, a projeção do desporto e o seu poder transformador junto às massas, principalmente entre os menos favorecidos. O futebol pouco lembrado nas rodas de conversas do Largo do Carmo, onde predominava a política, ganhava novos espaços e agitava a província, com a cisão que eclodiu, nas hostes do Syrio Brasileiro.
Divergências profundas levaram duas facções a entrarem numa luta surda. Dum lado Wady Nazar, possuidor de terrível poder de argumentação e muito radical na defesa de suas posições, ladeado por Jamil Jorge, que o assessorava, e também o continha quando os ânimos estavam mais exacerbados; do outro Severino Dias Carneiro, Manoel Maia Ramos Sobrinho e Silvio Arliê Tavares, ardorosos defensores duma abertura do clube e lutando para que ele se "abrasileirasse", porque só destacavam o "Syrio", enquanto o "Brasileiro" ficava esquecido até mesmo nos noticiários. Queriam estar mais próximos das massas, não permitindo que ele ficasse como estava, "grã-fino". Além disso, havia uma animosidade incontrolável quanto à presença de alguns diretores, e uma forte simpatia por Paulo Silva, que não tolerava Nazar e reagia sempre contra suas posições, que as considerava ditatoriais.
O clima do confronto, que feriu-se na véspera, propiciaria a que, no dia seguinte, 24 de setembro de 1932, nascesse o Maranhão Atlético Clube. Surgiria assim, um das mais tradicionais agremiações no cenário desportivo maranhense. Só os irmãos Cutrim e mais Osvaldo e Elpídio Carvalho, ficaram de fora do movimento, preferindo continuar no Syrio. Todo o restante do elenco se bandeou para o MAC.
A conspiração foi vitoriosa e a vingança começou quando no ano seguinte, ao estrear oficialmente, o MAC derrotou o Syrio por 4 x 0 ( Veja matéria ). As meninas do voleibol que se juntaram aos rapazes rebeldes, fizeram a festa no dia seguinte derrotando a Escola Normal por 2 a 1, em sua própria quadra. Era o início de um trajetória de glórias.
O importante mesmo é que o clube cresceu, notabilizando-se em jornadas memoráveis, aqui e em outras plagas, até tornar-se conhecido nacionalmente como uma das forças mais expressivas do futebol nordestino. Provou isto em 79, no Campeonato Brasileiro, e em outras oportunidades quando aqui, derrotou famosas equipes que vinham invictas doutros centros e caiam diante da garra e do entusiasmo de seus jogadores. Essas performances lhe valeram o cognome de "DEMOLIDOR DE CARTAZES", legenda que honra a sua galeria de honra.
A posição do MAC dentro do contexto do desporto do Maranhão, ganha em importância, quando analisamos o papel que representou, no momento em que estava nascendo. O futebol maranhense sofria a grave ameaça de cerrar as portas, com a ameaça de extinção da AMEA, o que aconteceria lá adiante, com a queda das oligarquias que dirigiam a entidade, que chegou dois anos depois a desfiliar o MAC por alguns dias, mas cedeu à pressão das massas, que foram em apoio ao time maqueano.
O MAC despertaria seus co-irmãos com uma nova mentalidade clubística, causando inveja a Sampaio, Tupan, América. Foi intensificada a prática de outros esportes como o basquete, voleibol, natação, boxe e o tênis de mesa, tendo em destaque o "menino de ouro", Eurípedes, que carreava ao clube o prestígio do poder, por ser cunhado e protegido do Interventor Paulo Ramos.
Na sede da Praça Gonçalves Dias, a mais movimentada de todas, realizar-se-iam grandes festas, cujas rendas ajudariam nas despesas do elenco. Foram anos de fulgor e de grandes êxitos. A chegada de Vem-Vem, atacante cearense em 41, que viria ao FAC, e foi "cantado" por Antônio Frazão e terminou ingressando no MAC, virou carnaval.
O MAC se integrou assim, aos grandes momentos do nosso desporto, servindo como pêndulo nas crises. Graças a ele, ainda estão vivos Sampaio Corrêa e Moto Clube, pois funcionava como válvula de escape, senão um ponto de equilíbrio.

### Primeiros títulos
O primeiro campeonato conquistado pelo Maranhão foi cinco anos após sua criação. Em 1937, o MAC faturou o torneio, algo que se sucedeu em 1938 onde divide título com o Tupan, pois, a final não foi realizada na época, o clube também contabiliza o campeonato de 1939 organizado pela AMEA, 1941 e 1943, começando a chamar a atenção no cenário futebolístico no estado. Nos anos 50, o Bode Gregório ganhou apenas um título estadual, fazendo com que sua reputação decaísse. Uma nova campanha vitoriosa só aconteceu em 1963, doze anos depois da última conquista, que fôra em 1951.

### Anos 70 e 80
O grande apogeu do time maranhense foi em 1979, quando participou do Campeonato Brasileiro. Com oito vitórias, três empates e cinco derrotas, o MAC terminou no 26º lugar, uma posição digna para um clube recém-promovido. O Maranhão ficou à frente de clubes grandes, como Fluminense, Bahia e Botafogo. Contudo, a boa campanha do time no campeonato não se repetiu ano seguinte. A última posição, não vencendo nenhum jogo, fez com que o time caísse à segunda divisão, tomando 14 gols em apenas nove jogos. O desempenho do ataque foi pífio, com só três gols nos mesmo nove jogos. O clube nunca mais participaria da elite do futebol brasileiro novamente. 
A década de 80 para o MAC foi muito ruim. Além de ser rebaixado no Campeonato Brasileiro, o Bode Gregório não conquistou nenhum título estadual. O único triunfo do time atleticano foi o Vice-Campeonato Brasileiro da série B em 1986.

### Anos 90 e 2000
Nos anos 90 o Maranhão foi superior aos demais concorrentes, principalmente Sampaio Corrêa e Moto Clube. Pela primeira vez o clube ganhou um tricampeonato, 1993, 1994 e 1995, além do torneio de 1999. 
Em 2000, o Maranhão voltou a figurar com destaque no cenário nacional. Naquele ano houve a Copa Norte, torneio que dava direito a disputar a Copa dos Campeões. Essa competição, por sua vez, garantia ao vencedor um lugar na Copa Libertadores. Após bela campanha, o MAC chegou à final para enfrentar o São Raimundo. No primeiro jogo, o Bode Gregório derrotou o rival de Amazonas por 3 a 2. Mas, no jogo de volta, em Manaus, o Maranhão perdeu por 2 a 0 e ficou com o vice-campeonato.
Sem títulos durante seis anos, em decisão do Estadual, no estádio Castelão, o Maranhão Atlético venceu o Imperatriz com o placar de 2 a 1 no dia 13/06/2013. O Quadricolor, na ocasião perdeu o jogo de ida pelo placar de 1 x 0, porém, mesmo com o gol no início da segunda partida do time de Imperatriz, o Demolidor de Cartazes conquistou de virada o título do Campeonato Maranhense 2013 quebrando o jejum de títulos e ganhando vaga direta para a Copa do Brasil 2014.
Em 2023, após passar dois anos consecutivos na Série B do Estadual, o Maranhão em sua volta à elite, fez um campeonato histórico, vencendo o 1º turno diante do Sampaio Corrêa e a final geral do campeonato diante do Moto Club, nas penalidades máximas após empatar no último lance da partida.
Em 2025, o bode voltou a ser campeão maranhense, mais uma vez diante do Imperatriz, após empatar em 0-0 no Frei Epifânio, o Maranhão venceu por 2-0 sem sustos no Castelão, garantindo seu 18º título. 

## Fatos históricos
- O Maranhão detém a maior série invicta de um clube maranhense na primeira divisão nacional, com 7 vitórias e 3 empates nos 10 primeiros jogos de 1979.
- Ainda em 1979, o time maqueano tornou-se campeão do 1º turno do Campeonato Brasileiro e terminou a competição em 26º lugar no geral de 94 times (melhor colocação de um time maranhense na série A).
- Em 1986, a série B contava com 04 grupos, em que o primeiro de cada sagrava-se campeão. O Maranhão terminou em segundo lugar no grupo B, tornando-o assim vice-campeão brasileiro daquele ano.
- O Maranhão é o maior campeão de copas estaduais do Brasil com 12 títulos da Copa FMF.

## Títulos
| ESTADUAIS | ESTADUAIS                       | ESTADUAIS | ESTADUAIS                                                                                                   |
|           | Competição                      | Títulos   | Temporadas                                                                                                  |
| --------- | ------------------------------- | --------- | --- |
|           | Campeonato Maranhense           | 18        | 1937, 1938, 1939, 1941, 1943, 1951, 1963, 1969, 1970, 1979, 1993, 1994, 1995, 1999, 2007, 2013, 2023 e 2025 |
|           | Copa FMF                        | 12        | 1967, 1968, 1969, 1970, 1971, 1975, 1979, 1980, 1987, 1989, 2006 e 2018                                     |
|           | Campeonato Maranhense - Série B | 2         | 2015 e 2022                                                                                                 |

### De Campanhas de destaque
- Vice-campeão da Copa Norte: 2000

## Estatísticas

#### Participações
|  | Participações em 2025 |

| Competição | Competição            | Temporadas | Melhor campanha           | Estreia | Última | P | R |
| Maranhão   | Campeonato Maranhense | 89         | Campeão (18 vezes)        | 1933    | 2025   |   | 2 |
| Maranhão   | Segunda Divisão       | 3          | Campeão (2015 e 2022)     | 2015    | 2022   | 2 |   |
|            | Copa do Nordeste      | 2          | 10º colocado (2024)       | 2024    | 2025   |   |   |
| Brasil     | Campeonato Brasileiro | 3          | 14º colocado (1964)       | 1964    | 1980   |   | – |
| Brasil     | Série B               | 8          | 7º colocado (1986)        | 1971    | 1991   | – | – |
| Brasil     | Série C               | 4          | 12º colocado (1990)       | 1990    | 2006   | – | – |
| Brasil     | Série D               | 7          | 8º colocado (2017 e 2023) | 2013    | 2025   | – |   |
| Brasil     | Copa do Brasil        | 11         | 3ª fase (2000)            | 1994    | 2026   |   |   |

## Estádios

### Castelão
O Castelão foi concluído em 1982 e inaugurado no dia 1º de maio do mesmo ano, num empate entre Maranhão e Sampaio Corrêa, em partida válida pelo Torneio do Trabalhador com capacidade para 75.000 torcedores, sendo um dos maiores estádios da Região Nordeste. Em 2004, o Estádio foi fechado, pois sua estrutura estava comprometida. Atualmente, o Castelão encontra-se em reforma com previsão de reabertura no dia 8 de setembro de 2012, data de aniversário da cidade de São Luís. Sua capacidade foi reduzida para 40.149 torcedores, devido à colocação de cadeiras em todos os setores do Estádio.

### Nhozinho Santos
Em 1 de outubro de 1950 inaugurou-se o Estádio Nhozinho Santos, com capacidade para 21.000 torcedores (atualmente tem capacidade para 11.429, conforme o Cadastro Nacional de Estádios de Futebol da CBF), onde o MAC passou a mandar seus jogos. O Estádio ficou conhecido como "Gigante da Vila Passos". Seu nome é em homenagem a Joaquim Moreira Alves dos Santos, pelas mãos do qual ocorreu o nascimento das atividades esportivas no estado do Maranhão. Estão sendo colocadas cadeiras em todo o Estádio e sua capacidade deverá ser reduzida para 11.429 espectadores. O recorde de público do estádio é de 24.865 pessoas em 26 de março de 1980, quando o MAC empatou com o Vasco da Gama em 0 a 0.

## Grandes ídolos
- Riba (Atacante)
- Hamilton (Atacante)
- Euzébio (Ponta-direita)
- Dario (Ponta-esquerda)
- Bacabal (Atacante)
- Alcindo
- Clemer (Goleiro)
- Flávio (Goleiro)
- Jackson (Meia)
- Raimundão (Goleiro)
- Hiltinho (Zagueiro)
- Lunga
- Croinha
- Alencar
- Carlindo
- Clécio
- Ronaibe
- Zuza
- Barrâo
- Nélio
- Hiltinho (meia atacante)
- Casagrande (atacante)
- João Luiz (Zagueiro)
- Lucas Smith
- Diones
- Moisés (Goleiro)